# Un caïd (roman)
Pour les articles homonymes, voir Caïd (homonymie) et Un caïd.
Un caïd (titre original : King Rat) est le premier roman écrit par l'écrivain britannique James Clavell. Il a été publié en 1962, et adapté en 1965 avec le film homonyme Un caïd.

## Résumé
L'histoire se déroule pendant la Seconde Guerre mondiale dans les territoires occupés par l'empire du Japon, dans le camp de Changi (à l'est de l'île Singapour). Au milieu de ses dix mille prisonniers, un homme surnommé The King use de toutes les ficelles pour survivre au mieux parmi tous ses camarades. Entre tractations, rivalités, amitiés et émotions, chacun se bat à sa façon pour quitter l'enfer de Changi.

## Quelques critiques
- The Washington Post : "A magnificent novel...scintillating...vibrant...expert".
- Boston Herald : "A blockbuster of a novel... one of the best we have read, and we read every word."